# Trichoniscus eremitus
Trichoniscus eremitus är en kräftdjursart som beskrevs av Carl 1908B. Trichoniscus eremitus ingår i släktet Trichoniscus och familjen Trichoniscidae. Inga underarter finns listade i Catalogue of Life.